# 17147 Mariafields
17147 Mariafields este o planetă minoră (asteroid), cu un diametru de 5,441 km, din centura de asteroizi. A fost descoperită pe 13 mai 1999 la Experimental Test Site⁠(d) de Lincoln Near-Earth Asteroid Research. 
Obiectul prezintă o orbită caracterizată de o semiaxă mare de 2,8954436 UAi, o excentricitate de 0,090488, o înclinație de 2,99581 ° în raport cu ecliptica.